# Raymond Franz
 Raymond Victor Franz (8. května 1922 – 2. června 2010 Winston, GE) byl bývalý člen vedoucího sboru svědků Jehovových a později jejich významný disidentský kritik.

## Život a kariéra
Franz se narodil do rodiny svědků Jehovových. Jeho otec byl badatelem Bible od roku 1913 a jeho strýc, Frederick Wiliam Franz, se stal později čtvrtým prezidentem Společnosti Strážná věž (Watch Tower Society) a významným tvůrcem věroučných nauk svědků Jehovových.
Raymond Franz absolvoval roku 1944 biblickou školu Gilead a jako misionář působil v Karibiku, Portoriku a Dominikánské republice. V různých latinoamerických státech se zasazoval o uznání Svědků Jehovových ze strany politické moci. V roce 1962 byl po návštěvě prezidenta Společnosti Strážná věž Nathana Homera Knorra jmenován služebníkem pobočky v Dominikánské republice. Právě zde poznal roku 1957 svou manželku Cynthii Marii Badamovou (1935–2013, též absolventku Gileadu z roku 1956), s níž se roku 1959 oženil.
V letech 1965–1980 působil Franz v ústředí v Brooklynu, z toho v letech 1971 (jmenován 20. října–květen 1980 (odstoupil) zde působil jako člen vedoucího sboru svědků Jehovových. K 31. prosinci 1980 byl však pro své kritické smýšlení vyloučen.

## Život po vyloučení
Franz nadále celosvětově působil a publikoval, tentokrát se zkušenostmi pro vyloučené a přednáškami. Své zkušenosti pak shrnul ve svých knihách.

### Raymond Franz a české země (a Slovensko)
Franz navštívil ve dnech 10. až 13. října 2007 také Prahu. Při své několikadenní návštěvě při příležitosti prezentace českého překladu své druhé knihy vystoupil na semináři Společnosti pro studium sekt a nových náboženských směrů za mediálního zájmu českých i slovenských médií.

## Publikace
- Pomůcka k porozumění Bible
- Hlubší pochopení Písma

### Po vyloučení
- Krize svědomí
- Hledání křesťanské svobody